# Mo Money Mo Problems
«Mo Money Mo Problems» — второй сингл американского рэпера The Notorious B.I.G. из его второго студийного альбома Life After Death, выпущенный 15 июля 1997 года на лейбле Bad Boy Records.
В записи песни принял участие Пафф Дэдди и Mase. Композиция была спродюсирована Stevie J. и Sean «Puffy» Combs и она содержит семпл из песни Diana Ross «I’m Coming Out» (1980). Припев был спет Kelly Price. По результатам радио трансляции и успеха в чартах песня считается одной из самых популярных синглов в истории хип-хопа.
Сингл достиг 1 места в чарте Billboard Hot 100, 2 места в чарте Hot R&B/Hip-Hop Songs и 1 места в чарте Hot Rap Singles. А также занял 6 место в чарте UK Singles Chart в Великобритании. Сингл был сертифицирован как «платиновый» 3 сентября 1997 года.
Выпущенный посмертно, сингл возглавил Billboard Hot 100 на две недели в 1997 году, вытеснив из чарта «I’ll Be Missing You», трибьют Паффа Дэдди памяти рэпера. Эта песня является вторым посмертным синглом номер один The Notorious B.I.G. после Hypnotize, сделав его единственным артистом в истории Hot 100, у которого два сингла стали номером один посмертно. Для него это была шестая песня с его участием, которая стала хитом номер один посмертно.
В 1998 году сингл «Mo Money Mo Problems» был номинирован в категории Лучшее рэп-исполнение дуэтом или группой на 40-й церемонии вручения премий «Грэмми», в категории «Лучшее рэп-видео» на церемонии MTV Video Music Awards 1998 и в категории «Лучшее R&B/Soul или рэп-видео» на церемонии Soul Train Music Awards.

## Список композиций

### Винил12"
Сторона А
1. «Mo Money Mo Problems» (Radio Mix) — 4:12
2. «Mo Money Mo Problems» (Album Version) — 4:18
3. «#!*@ You Tonight» (Featuring R. Kelly) — 5:46

Сторона Б
1. «Mo Money Mo Problems» (Razor-N-Go Club Mix) — 10:33
2. «Mo Money Mo Problems» (Razor-N-Go No Rap Mix) — 9:11

### CD-сингл
1. «Mo Money Mo Problems» (Radio Mix) — 4:12
2. «Lovin' You Tonight» (Radio Mix) (Featuring R. Kelly) — 4:15
3. «Mo Money Mo Problems» (Instrumental) — 4:10
4. «Mo Money Mo Problems» (Razor-N-Go Club Mix - Short Version) — 4:09
5. «Mo Money Mo Problems» (Razor-N-Go Club Mix - Long Version) — 10:33

### Аудиокассета
1. «Mo Money Mo Problems» (Radio Mix) — 4:12
2. «Mo Money Mo Problems» (Instrumental) — 4:12

### Цифровая дистрибуция(iTunes/Apple) (2014)
1. «Mo Money Mo Problems» (Radio Mix) — 4:12
2. «Mo Money Mo Problems» (Razor-N-Go EEC Main Mix) (Edit) — 4:11
3. «Mo Money Mo Problems» (Instrumental) — 4:11
4. «Mo Money Mo Problems» (Razor-N-Go EEC Main Mix) — 10:35
5. «Mo Money Mo Problems» (R-N-G 14th Street Dub) — 4:43
6. «Mo Money Mo Problems» (Razor-N-Go Club Mix - Short Version) — 4:09
7. «Mo Money Mo Problems» (Razor-N-Go Club Mix - Long Version) — 10:34
8. «Mo Money Mo Problems» (Razor-N-Go No Rap Mix) — 9:09

## Чарты
| Чарт (1997—98)                            | Высшая позиция |
| ----------------------------------------- | -------------- |
| Австралия (ARIA)                          | 10             |
| Австрия (Ö3 Austria Top 40)               | 31             |
| Бельгия/Валлония (Ultratop 50)            | 10             |
| Бельгия/Фландрия (Ultratop 50)            | 13             |
| Канада (Billboard Canadian Hot 100)       | 2              |
| Финляндия (Suomen virallinen lista)       | 16             |
| Франция (SNEP)                            | 36             |
| Германия (GfK)                            | 11             |
| Нидерланды (Single Top 100)               | 1              |
| Новая Зеландия (Recorded Music NZ)        | 2              |
| Норвегия (VG-lista)                       | 10             |
| Швеция (Sverigetopplistan)                | 5              |
| Швейцария (Schweizer Hitparade)           | 8              |
| Великобритания (OCC UK Singles)           | 6              |
| UK R&B (UK R&B Singles and Albums Charts) | 2              |
| США (Billboard Hot 100)                   | 1              |
| США (Billboard Hot R&B/Hip-Hop Songs)     | 2              |
| США (Billboard Hot Rap Songs)             | 1              |

| Чарт (1997)                      | Высшая позиция |
| -------------------------------- | -------------- |
| Canadian RPM Dance/Urban Chart   | 13             |
| Germany (Official German Charts) | 64             |
| New Zealand (Recorded Music NZ)  | 3              |
| U.S. Billboard Hot 100           | 20             |

| Чарт (1990–1999)       | Высшая позиция |
| ---------------------- | -------------- |
| U.S. Billboard Hot 100 | 85             |

## Сертификации
| Регион | Сертификация | Продажи   |
| --- | ------------ | --------- |
| Австралия (ARIA) | Золотой      | 35 000^   |
| Новая Зеландия (RMNZ) | Платиновый   | 10 000*   |
| Великобритания (BPI) | Платиновый   | 600 000   |
| США (RIAA) | Платиновый   | 1,300,000 |
| * Данные о продажах приведены только на основе сертификации. ^ Данные о тиражах приведены только на основе сертификации. |              |           |

## Награды и номинации
В 1998 году сингл «Mo Money Mo Problems» был номинирован в категории Лучшее рэп-исполнение дуэтом или группой на 40-й церемонии вручения премий «Грэмми», в категории «Лучшее рэп-видео» на церемонии MTV Video Music Awards 1998 и в категории «Лучшее R&B/Soul или рэп-видео» на церемонии Soul Train Music Awards.
| Награда                 | Год  | Номинированная работа                             | Категория                                | Результат |
| ----------------------- | ---- | ------------------------------------------------- | ---------------------------------------- | --------- |
| Grammy Awards           | 1998 | «Mo Money Mo Problems» (with Mase and Puff Daddy) | Лучшее рэп-исполнение дуэтом или группой | Номинация |
| MTV Video Music Awards  | 1998 | «Mo Money Mo Problems» (with Mase and Puff Daddy) | Лучшее рэп-видео                         | Номинация |
| Soul Train Music Awards | 1998 | «Mo Money Mo Problems» (with Mase and Puff Daddy) | Лучшее R&B/Soul или рэп-видео            | Номинация |